# رز آلاسکا
رز آلاسکا(نام علمی: Rosa woodsii) نام یک گونه از سرده رز است.Rosa Woodsii بوته ای است که تا سه متر قد رشد می کند ، ساقه های آن خاردار است. بوته ها می توانند تخته های بزرگ و متراکمی تشکیل دهند.این گیاه به وسیله جوانه زدن از تاج ریشه ، لایه بندی و با تولید مکنده های ریشه ، از نظر جنسی تولید مثل می کند.

## نگارخانه

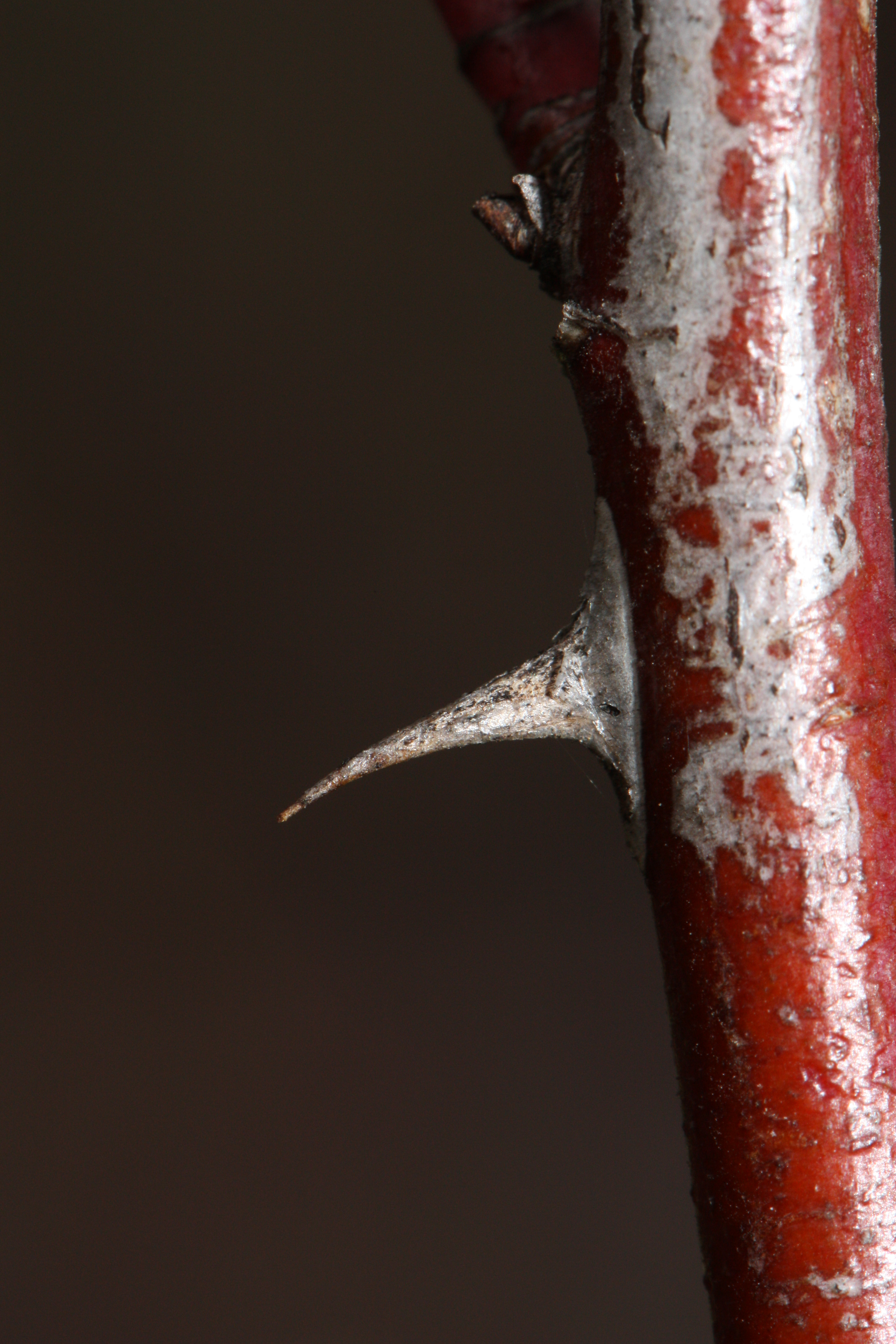
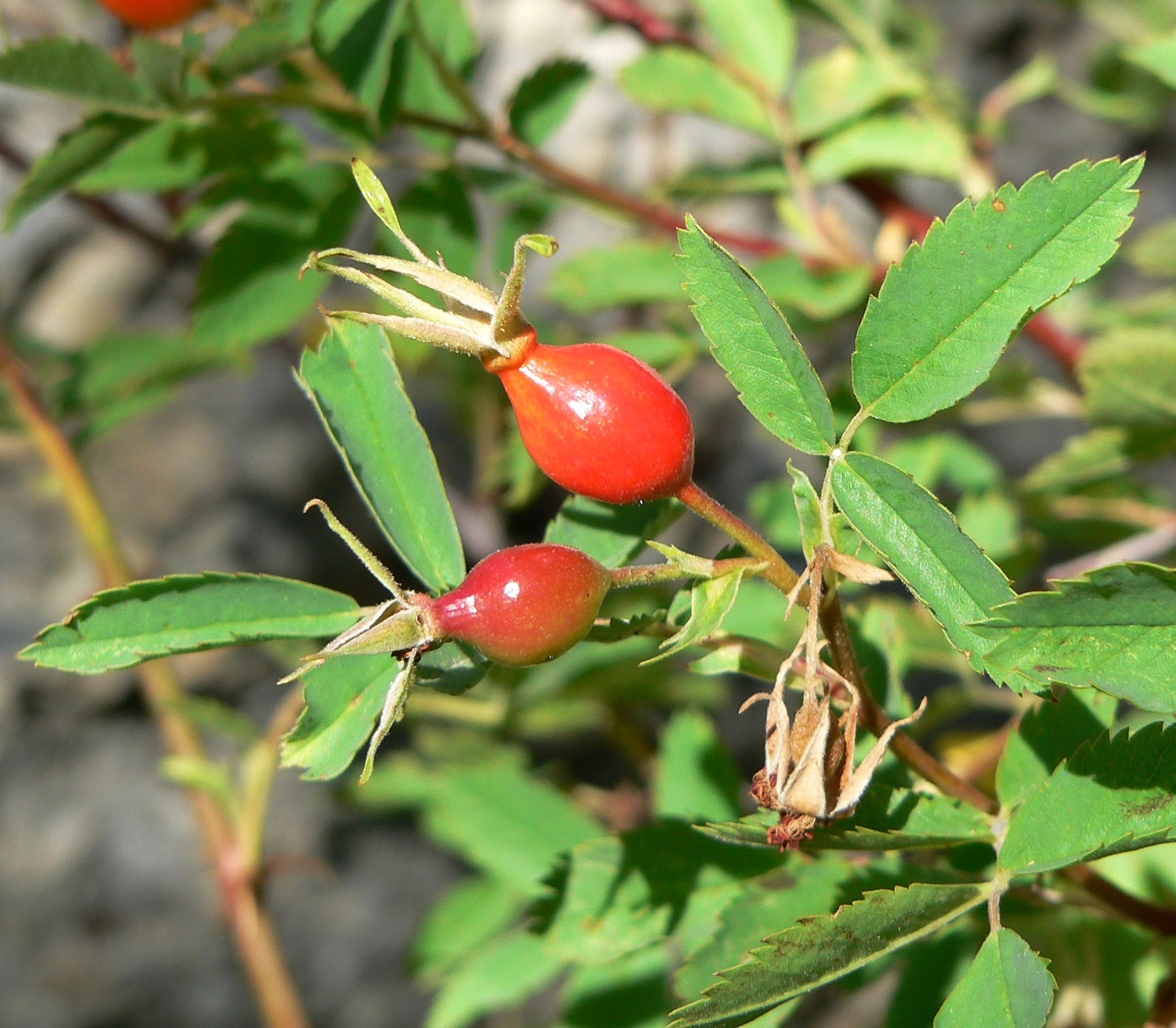
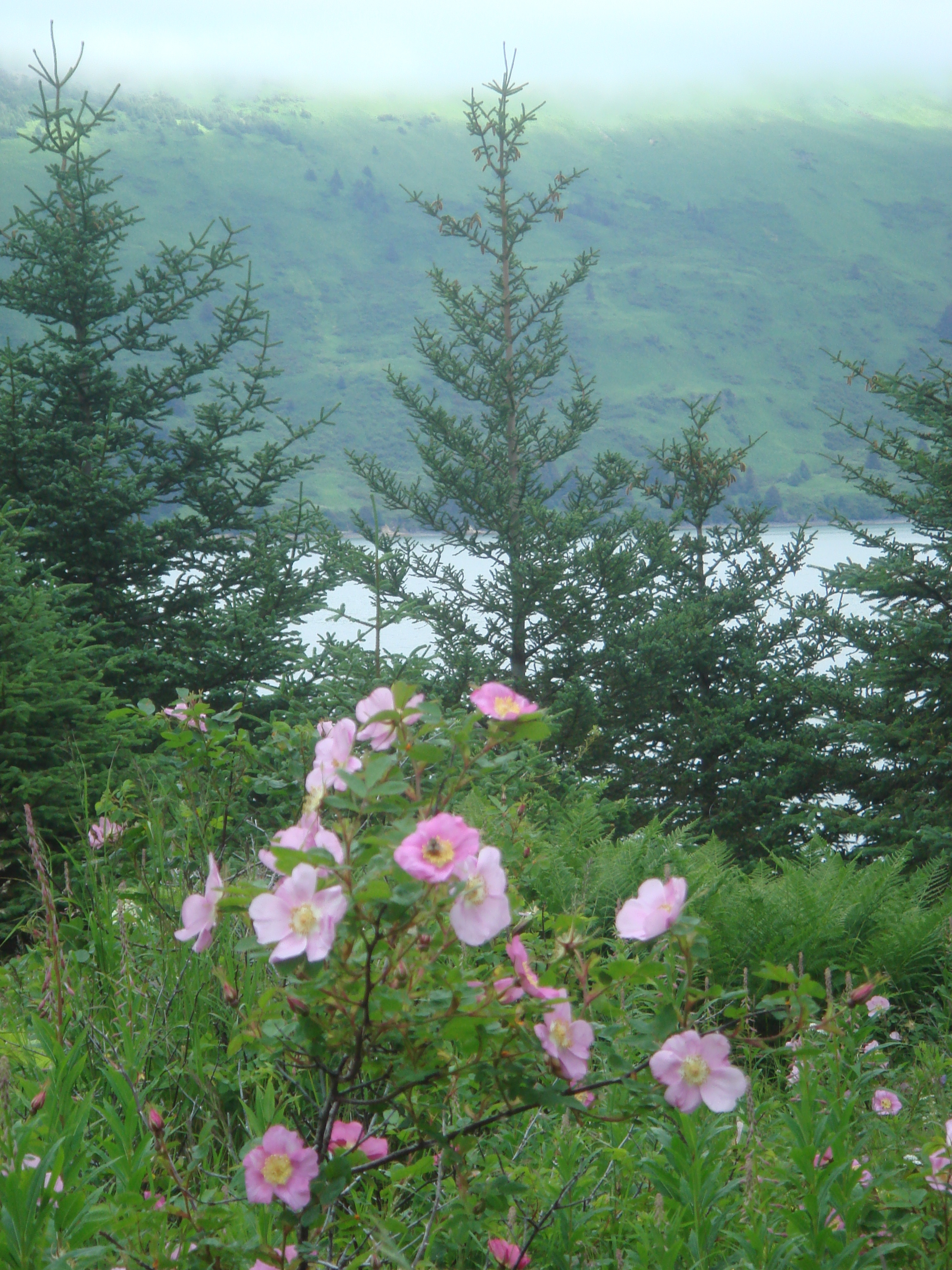